# 하르키우 지하철

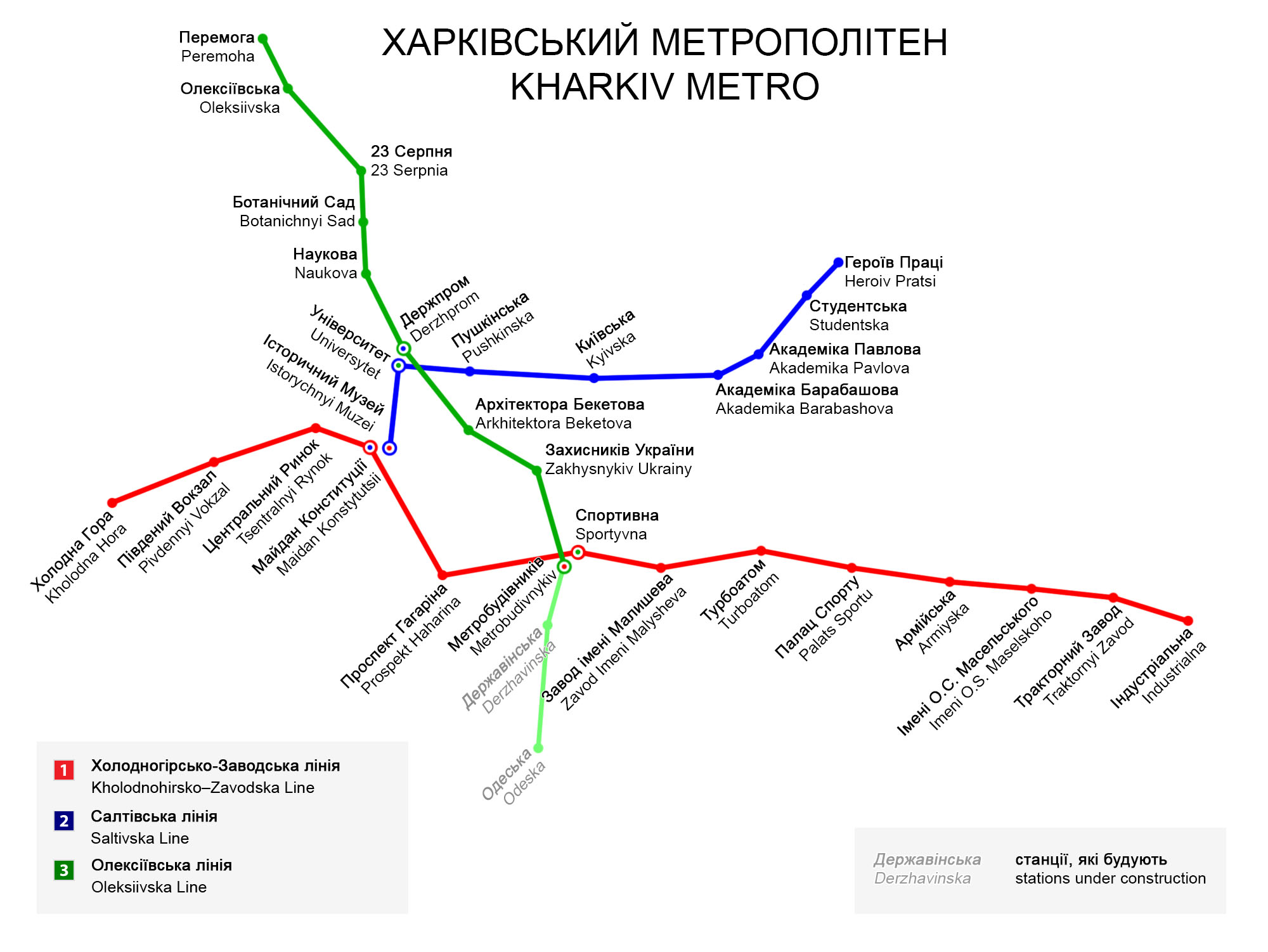
하르키우 지하철의 노선도

하르키우 지하철(우크라이나어: Харківський метрополітен)은 우크라이나 하르키우를 달리는 도시 철도 시스템이다.

## 같이 보기
- 키이우 지하철
- 드니프로 지하철